# Copa Mundial Femenina de Rugby League de 2000
La Copa Mundial Femenina de Rugby League de 2000 fue la primera edición de la Copa Mundial Femenina de Rugby League.
El organizador de la copa fue Reino Unido.

## Selecciones participantes
- Australia
- Gran Bretaña e Irlanda
- Nueva Zelanda

## Fase de grupos
| Pos. | Equipo        | Encuentros | Encuentros | Encuentros | Encuentros | Tantos  | Tantos    | Tantos     | Puntos |
| Pos. | Equipo        | jugados    | ganados    | empatados  | perdidos   | a favor | en contra | diferencia | Puntos |
| ---- | ------------- | ---------- | ---------- | ---------- | ---------- | ------- | --------- | ---------- | ------ |
| 1    | Nueva Zelanda | 2          | 2          | 0          | 0          | 32      | 18        | +14        | 4      |
| 2    | Gran Bretaña  | 2          | 1          | 0          | 1          | 26      | 32        | -6         | 2      |
| 3    | Australia     | 2          | 0          | 0          | 2          | 16      | 24        | -8         | 0      |

### Partidos
| 7 de noviembre | Nueva Zelanda | 22 - 12 | Gran Bretaña |  |  |

| 10 de noviembre | Nueva Zelanda | 10 - 6 | Australia |  |  |

| 14 de noviembre | Australia | 10 - 14 | Gran Bretaña |  |  |

## Fase final

### Final preliminar
| 18 de noviembre | Nueva Zelanda | 50 - 6 | Australia |  |  |

### Semifinal
| 21 de noviembre | Gran Bretaña | 4 - 0 | Australia |  |  |

### Final
| 24 de noviembre | Gran Bretaña | 4 - 26 | Nueva Zelanda |  |  |

| Bandera de Nueva Zelanda |
| Campeón Nueva Zelanda    |
| Primer título            |